# 法蘭克·卻斯特頓
法蘭克·卻斯特頓（Frank Chesterton，1885年—?），是一名英格蘭羽球運動員。
法蘭克·卻斯特頓在20世紀初贏得了6次全英羽球錦標賽冠軍，包括3次男子單打（1909-10年、1912年）和3次男子雙打（1909年搭配阿爾伯特·普瑞伯、1913-14年搭配喬治·艾倫·湯姆斯）。他還在蘇格蘭羽球公開賽贏得4次冠軍（1次男子單打、2次男子雙打、1次混合雙打），在法國羽球公開賽贏得4次冠軍（2次男子單打、1次男子雙打、1次混合雙打），在愛爾蘭羽球公開賽贏得3次冠軍（2次男子單打、1次男子雙打）。